# Râul Repejioara
Râul Repejioara sau Pârâul Repede este un curs de apă, afluent al râului Șușița. 